# Mistrovská úroveň
Mistrovská úroveň (v originále Boss Level) je americký akční sci-fi film z roku 2021, který natočil režisér Joe Carnahan podle příběhu manželů Boreyových. Frank Grillo v něm hraje vysloužilého vojáka speciálních jednotek, který se snaží uniknout z nekonečné časové smyčky, jež má za následek jeho smrt. Dále hrají Mel Gibson, Naomi Watts a Michelle Yeoh.
Film byl původně ohlášen v roce 2012 pod názvem Continue, který Carnahan vyvíjel ve společnosti 20th Century Fox, ale dál se neposunul. Znovu byl ohlášen v listopadu 2017, přičemž jej produkovali Carnahan, Grillo, Randall Emmett a George Furla. Natáčení probíhalo v Georgii od března do května 2018. Film měl být uveden do kin společností Entertainment Studios Motion Pictures 16. srpna 2019, ale byl odložen. Ve Spojených státech byl uveden 5. března 2021 společností Hulu.

## Děj
Roy Pulver, bývalý člen Delta Force v Atlantě, uvízl v časové smyčce, která se opakuje už téměř 140 dní. Každé ráno v 7:00 se probouzí, vyhýbá se nájemnému vrahovi ve svém bytě a útoku střelce z vrtulníku. Před výbuchem bytu uniká, dokáže se ubránit několika atentátníkům, ale vždy je zabit při útoku ve 12:47 a vrací se zpět na začátek dne.
Den před začátkem smyčky ho jeho odcizená žena Jemma pozvala do firmy Dynow Labs, kde vedla tajný projekt. Při návštěvě došlo ke konfliktu kvůli jejich synovi Joeovi, kterému Jemma tvrdila, že Roy je pouze rodinný přítel. Když šéf Dynowu, plukovník Clive Ventor, zjistil Royovu přítomnost u projektu, nechal ho vyvést. Jemma však stihla získat vzorek jeho vlasů.
V jednom cyklu Roy volá Jemmu, ale dovolá se Ventorovi, který mu oznámí, že Jemma zemřela při laboratorní nehodě. Podezření ho přiměje hledat Joea, kterého najde v herním centru. Roy stráví s Joem den, aniž by mu prozradil matčinu smrt, a při útoku vrahů se obětuje, aby syna ochránil, přiznávaje mu, že je jeho otec.
Později Roy zjistí, že ho sledovali díky sledovacímu zařízení v zubu, které mu implantovala jeho známá Alice. Postupně se učí, jak se dostat do Dynowu, kde se dozví, že Jemmin projekt je kvantové zařízení Osiris Spindle, schopné přepsat historii. Ventor plánuje použít Spindle k nastolení své vlády nad světem. Přiznává, že Jemmu zabil, protože se s ním pohádala a odmítla mu pomoci zařízení ovládnout.
Roy pochopí, že Jemma ho do Spindlu nasměrovala schválně, aby ho zastavil. Naučí se bojovat s mečem díky Dai Fengovi a dokáže Ventora zabít, ale selže při záchraně Joea, který je zabit atentátníky. Osiris Spindle exploduje a zničí svět.
Zlomený Roy opakovaně prožívá dny jen s Joem, dokud nezjistí, že Jemma byla v době, kdy ji považoval za mrtvou, ještě naživu. Rozhodne se ji zachránit. V následujícím cyklu přepadne vrtulník, dostane se do Dynowu, zastaví atentátníky a zabrání Ventorovi v její vraždě.
Jemma Royovi vysvětlí, že jediný způsob, jak resetovat Spindle, je vstoupit do něj – buď přežije a den se zopakuje, nebo zemře nadobro. Roy ji políbí a vstoupí do Spindlu. Probudí se znovu v posteli a s odhodláním si řekne, že tentokrát nesmí zemřít.

## Obsazení
- Frank Grillo jako Roy Pulver
- Mel Gibson jako plukovník Clive Ventor
- Naomi Watts jako Jemma Wells
- Annabelle Wallis jako Alice
- Ken Jeong jako šéfkuchař Jake
- Will Sasso jako Brett
- Selina Lo jako Guan Yin
- Meadow Williams jako Pam
- Michelle Yeoh jako Dai Feng
- Mathilde Ollivier jako Gabrielle
- Rob Gronkowski jako střelec z vrtulníku (v titulcích jako „Gunner“)
- Rio Grillo jako Joe